# Jak Moskwa niszczyła Ukrainę
Jak Moskwa niszczyła Ukrainę (ukr. Як Москва нищила Україну) podtytuł: Na podstawie starych ukraińskich pieśni — powieść historyczna Wiaczesława Budzynowskiego wydana w 1917 roku w Wiedniu przez Związek Wyzwolenia Ukrainy. Tekst napisany jest żelechiwką.

## Tło historyczne
Podstawą dla napisania książki była poprzednia praca Budzynowskiego — „Kozackie czasy w ludowej pieśni, z uwagami W. Budzynowskiego“, która była wydana w 1906 roku we Lwowie i otrzymała pozytywną recenzję Iwana Franki. Do tego momentu nie istniał żaden drukowany zbiór kozackich dum. Brakowało również poważnych studiów ukraińskich historycznych pieśni. Budzynowskiemu przypisuje się rozwiązanie tego problemu. Autor, Wiaczesław Budzynowski, był od 1907 roku posłem Reichsratu. Kiedy we wrześniu 1914 roku Lwów zajęły rosyjskie wojska generała Brusiłowa, Budzynowski przeniósł się do Wiednia i został członkiem Związku Wyzwolenia Ukrainy. W swej twórczości już wcześniej poruszał wątek wpływu Moskwy na Ukrainę — jeszcze we Lwowie napisał artykuł „Moskofilstwo: jego przyczyny i teorie“, a w marcu 1917 ukazał się jego artykuł w czasopiśmie „Вістник Союза визволення України“ zatytułowany „Stare ukraińskie pieśni o sąsiedztwie Ukrainy z Moskwą“.

## Treść
Książka zawiera rozdziały-eseje, z których każdy obejmuje osobny okres w dziejach stopniowego niszczenia przez Moskwę niepodległości Ukrainy i ukraińskich Kozaków. Każdy esej poparty jest tekstami ukraińskich pieśni ludowych pod redakcją autora książki.

### Rozdziały
- Jak Moskwa podmawiała Tatarów na Ukrainę?
- Kto bronił Ukrainy przed Tatarami?
- Jak Moskwa zniszczyła ukraińskie państwo hetmańskie?
- Jak Moskwa zniszczyła hetmanat?
- Jak Moskwa zniszczyła naszych czumaków i chłopów?
- Jak Moskwa ciężką pracą zniszczyła ukraińskich Kozaków?
- Jak Moskwa zniszczyła Ukrainę rekrutacją?
- Jak Moskale po raz pierwszy zniszczyli Sicz Zaporoską?
- Pogrom pod Połtawą
- Jak Moskwa pomogła Lachom przeciwko ukraińskim hajdamakom?
- Jak Moskwa po raz drugi zniszczyła Sicz?
- Jak Moskwa próbowała zniszczyć niedobitki Kozaków?
- Jak Moskwa doprowadziła do zniszczenia Siczy Zadunajskiej?
- Zakończenie

## Wznowienia
Pozycja była wznawiana w Krakowie w roku 1941 oraz w Tarnopolu w roku 1991 i 2017.